# باشگاه فوتبال کراکویا
باشگاه فوتبال کراکویا (انگلیسی: KS Cracovia) یک باشگاه فوتبال در کراکوف، لهستان است.
این باشگاه پنج‌بار قهرمان فوتبال لهستان شده است، علاوه بر اینکه نخستین قهرمان فوتبال لهستان نیز بوده است.
کراکویا که در سال ۱۹۰۶ تأسیس شد، قدیمی‌ترین باشگاه لهستان است که هنوز پابرجاست. این تیم در بالاترین سطح فوتبال لهستان، یعنی لیگ برتر فوتبال لهستان، بازی می‌کند.
کراکویا در سال ۲۰۲۰ برندهٔ جام حذفی فوتبال لهستان و سوپر جام فوتبال لهستان شده است.